# Cenzura internetu

Internetová cenzura a dohled ve světě dle Reportérů bez hranic
Všudypřítomná cenzura
Značná cenzura
Selektivní cenzura
Měnící se situace
Minimální nebo žádná cenzura
Není klasifikováno / nejsou data

Internetová cenzura je kontrola a filtrování informací, včetně potlačování „nevhodného“ obsahu proudícího Internetem. Z právního hlediska je to jedna z forem cenzury, od těch ostatních se ale v několika ohledech liší. Cenzura Internetu je vnímána převážně negativně a bývá spojována se snahou utajit nechtěné informace. Očekává se, že pokud by nastala nějaká mezní událost, která by byla obdobou 11. září v letecké dopravě a následného nezdařeného atentátu za použití tekutin na palubě letadla, po kterých lidé akceptovali, že si na palubu letadla nemohou vzít tekutiny, internetová cenzura může být akceptována.

## Specifika internetové cenzury

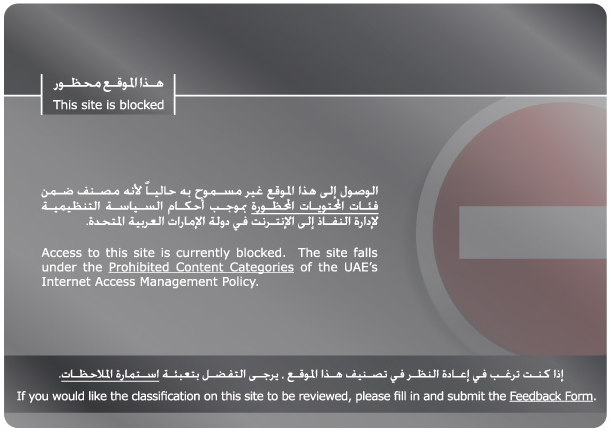
Míra cenzury internetu se mezi zeměmi liší. Demokracie mají obvykle mírnou cenzuru, která občanům umožňuje přístup k informacím a účast na veřejných debatách, i když s určitými oprávněnými omezeními. Naproti tomu totalitní režimy ukládají přísná omezení přístupu k internetu, aby ovládly narativ a potlačily nesouhlas. Používají cenzuru jako nástroj k omezení komunikace a předcházení debatám o politických a společenských otázkách, zejména při kritických událostech, jako jsou volby nebo protesty.

Nejvýraznějšími odlišnostmi od jiných typů cenzury jsou:
- povaha samotného prostředí Internetu, v kontrastu s ostatními médii
- fakt, že jde o decentralizované médium, které nemá jedno jediné ústředí
- na rozdíl od většiny ostatních médií je Internet taktéž interaktivní, s rolí návštěvníků, čtenářů, apod.
- otázka hranic u putování informací z a do jiných zemí
- problém, kdo se může pasovat do role cenzora
- co cenzora k cenzuře informací opravňuje
- podle jakého klíče má být cenzura opravňována
- komplikovaný (právní) vztah mezi cenzorem, majitelem stránek, uživateli, poskytovateli připojení, atd.

## Druhy internetové cenzury

### Podle praktik cenzora
- (pasivní) blokování obsahu.
- (aktivní) postihování lidí, kteří šíří „závadný“ obsah
  - věznění
  - nejvyšší trest (znám pouze 1 případ na světě, z Afghánistánu)
- (aktivní) zákaz Internetu jako celek, popř.
- omezení Internetu a kontrola, jakým způsobem ho uživatelé používají
- omezení přístupu k výpočetní technice

### Blokování obsahu
- blokování podle domény nejvyššího řádu (např. .il)
- blokování celých serverů
- blokování jednotlivých webových míst (websites)
- blokování konkrétních služeb webových aplikací
- filtrování vyhledávaných slov a frází ve vyhledávačích
- blokování podle konkrétních případů/událostí, které mají zůstat cenzurovány (např. Masakr na Náměstí Nebeského klidu v Číně)
- blokování podle jednotlivých slov (např. „demokracie“, „holokaust“)
- blokování uživatelů (zákaz publikování nebo znemožnění čtenosti přeřazením do soukromé rubriky - ať si píše jen sám pro sebe)
  - automatické po nahlášení udavači
  - tvůrčím způsobem výkladu pravidel, např. kodex blogera (nesmí napsat nic, co by někoho mohlo naštvat, ani pravdivý popis nepříjemné reality, pokud není v souladu s doktrínou)

## Cenzura na internetu podle států a organizací
- Francie a Německo filtrují stránky, které zpochybňují holokaust.[5]
- V Bělorusku je od 6. ledna 2012 zákaz přístupu na veškeré zahraniční servery; zodpovědnost nesou poskytovatelé připojení.[6]
- Ve Vietnamu musejí provozovatelé internetových kaváren instalovat do počítačů určených pro zákazníky program pro sledování jejích aktivity na Internetu.[7]
- Z materiálů zveřejněných na WikiLeaks vyplývá, že Čína, Thajsko, Austrálie, Finsko a Dánsko zneužívají problému dětské pornografie k tomu, aby zcenzurovaly legitimní internetové stránky. Vzhledem k této netransparentnosti a síle cenzurního systému vzbuzuje velký zájem také přístup Itálie.[8]
- některé země blokují vyhledávání určitých slov,[5] například:
  - „sex“ (Jemen)
  - „nahý“ (Írán)
  - „nahota“ (Súdán)
  - „osel“ (slangově též hlupák nebo zadek; anglicky ass) (Myanmar)
  - „Fa-lun-kung“ (Čínská lidová republika)[9]
- internetová cenzura v určitých zemích vychází z premisy omezení samotného internetového připojení,[5] např.
  - v Myanmaru:
    - má přístup k internetu cca 1 % obyvatelstva
    - legální je prohlížet pouze předem schválené stránky – jejich seznam a samotné schvalování řídí myanmarská vláda
    - internetové kavárny musejí provádět screenshoty prohlížečů, které jejich návštěvníci používají, každých 5 minut a umožnit k nim přístup představitelům myanmarské vlády

  - v Afghánistánu:
    - má přístup k Internetu cca 1 % obyvatelstva
    - 1 případ trestu smrti pro novináře, který prostřednictvím Internetu distribuoval informace o právech žen

  - v Korejské lidově demokratické republice
    - přestože je (v hlavním a největších městech) připraveno několik druhů připojení (BGAN, thuraya, satelitní připojení), neexistují programy nebo jakákoli iniciativa pro plošné připojení k Internetu
    - k Internetu nemá přístup nikdo kromě několika málo jedinců na nejvyšších místech administrativy
    - připojení k Internetu existují jen na pár místech v Pchjongjangu a hrstce větších měst, v luxusních hotelích a „zónách pro zahraniční návštěvníky“ (ti sice nejsou od obyvatel fyzicky nijak odděleni, ale obyčejní Korejci mají zakázáno s cizinci mluvit a cizinci se nikdy nedostanou z dohledu delegáta, který jim byl přidělen)
    - existuje jen něco kolem 30 oficiálních, vládních webových míst severokorejské administrativy[10]
- podle Reportérů bez hranic existuje na světě okolo 2600 webových míst, které jsou předmětem cenzury jedné nebo více zemí, uplatňující internetovou cenzuru.[5] Z důvodu cenzury mezi nepřátele internetu zařazují i NSA (USA) a GCHQ (Velká Británie),[11] s poukazem na to, že nejsou o nic lepší než jejich čínské či ruské protějšky.[12]
- na světě je nebo bylo v souvislosti s internetovou cenzurou trestně stíháno celkem několik tisíc lidí:[5][13]
  - 1 845 v Turecku
  - 48 v Čínské lidové republice
  - 24 na Kubě
  - 1 člověk v Myanmaru
  - 1 blogger v Egyptě (Maikel Nabil, 3 roky vězení)[14]
  - 1 novinář v Afghánistánu (Sajjid Parvíz, popraven)
  - celkem je uvězněno 64 lidí, většinou novinářů, bloggerů a disidentů
- technologii filtrování výše zmíněným zemím dodávají americké korporace, jmenovitě např. Microsoft a SmartFilter.

### Čínská lidová republika
Čínská lidová republika vykazuje největší růst „internetové populace“ (ta s 389 miliony v roce 2009 překonala Spojené státy americké a je největší na světě); současně má ale i největší počet lidí odsouzených v souvislosti s internetovou cenzurou (48). Tamní vláda vybudovala pravděpodobně nejsofistikovanější systém internetové cenzury ze všech zemí, kteří tento typ cenzury používají – filtrovány jsou stránky mluvící o změně nebo svrhnutí komunistického režimu v Číně, demokracii, nezávislosti Tibetu, dalajlámovi, hnutí Fa-lun-kung atd. Pro účel obhájení cenzury a podpory „správného“ prohlížení internetu používá vláda i vlastní maskoty – policisty Jing-Jing a Dža-Čcha.
Podle internetové společnosti ThousandEyes používá tzv. „velký čínský firewall“ několika technik blokací webů, které se navzájem doplňují: vkládání falešných odpovědí do DNS dotazů, blokace na základě IP adres, deep packet inspection a vynucení ukončení TCP spojení a vytváření atmosféry, že je uživatel sledován.
Cenzuře podléhá i populární VoIP program Skype. Čínské blogy provozované Microsoftem odmítají v názvech příspěvků slovo „demokracie“. V roce 2005 byl na 10 let vězení odsouzen blogger a novinář Shi Tao kvůli „protistátní činnosti“, po upozornění představitelů vlády firmou Yahoo!, jejíž emailovou službu Tao používal.
Výsledky vyhledávání ve vyhledávači Googlu (google.cn) do roku 2010 podléhaly cenzuře vlády ČLR. V tomto roce po kybernetickém útoku na účty čínských lidskoprávních aktivistů přestal Google nabízet cenzurovanou verzi svého vyhledávání a uživatele přesměrovával na hongkongskou verzi svého vyhledávače, vyhledávání Googlu bylo tentýž rok v ČLR zablokováno. V roce 2018 se objevily informace, že Google připravuje nový cenzurovaný vyhledávač pro ČLR. proti čemuž protestovaly stovky zaměstnanců Googlu, kteří požadovali možnost nepracovat na eticky problematických projektech.
Během roku 2017 byla v ČLR zablokována aplikace WhatsApp – v červenci byl zablokován video chat a možnost posílat fotografie, v září bylo zablokováno i posílání textových zpráv (tyto služby používají dva rozdílné protokoly).
22. srpna 2018 byl v Číně zablokován zpravodajský web australské mediální společnosti ABC.
V ČLR je také zablokována Wikipedie v čínštině. Všechny ostatní jazykové verze byly zablokovány v květnu 2019.

### Evropská unie
V rámci šestého sankčního balíčku proti Rusku zakázala Evropská unie na území členských států včetně Česka 3. června 2022, a to rozhodnutím Rady (SZBP) 2022/884  a nařízením Rady (EU) 2022/879, šířit obsah stanic Rossija RTR/RTR Planeta, Rossija 24/Russia 24 a TV Centre International. Již v březnu 2022 EU zakázala šíření stanic Russia Today a Sputnik, se zdůvodněním:
Média RT /Russia Today a Sputnik jsou nápomocna v přípravě a podpoře ruské invaze na Ukrajinu tím, že se podílejí na systematickém manipulování s informacemi a šíření dezinformací ze strany Ruska, a to pod trvalou přímou či nepřímou kontrolou vedení Ruské federace. Jakožto klíčové pilíře stálé a koordinované ruské propagandy, která je využívána ke zkreslenému informování veřejnosti v globálním měřítku, představují významnou a přímou hrozbu pro veřejný pořádek a bezpečnost v Unii.

### Írán
Íránská vláda 16. listopadu 2019 nejméně na 5 dní vypnula přístup k Internetu v celé zemi po násilných protestech proti zvýšení ceny benzínu.

### Jižní Korea
Jižní Korea blokuje přístupy k některým webům jak přes HTTP protokol, tak přes HTTPS protokol (blokovaný web je identifikován prostřednictvím metody Server Name Indication). Filtrovány jsou i výsledky vyhledávání v korejské verzi Googlu i v korejském vyhledávači Naver.

### Kuba
Na Kubě mělo přístup k Internetu v roce 2007 jen 1,7 % obyvatelstva.
Soukromý přístup k Internetu je zakázán, pro e-maily existují veřejně přístupné terminály, z nichž ovšem nejde prohlížet web. Výjimku tvoří jen nejvyšší akademická obec a výše postavení státní zaměstnanci se speciální autorizací. Běžní občané si nemohou koupit počítač, cizinci mohou Internet využívat jen v několika málo prestižních hotelech, ale i tam je přístup k Internetu filtrován firewally. Obecně platí, že přístup je povolen jen k předem schváleným kubánským stránkám a přístup k zahraničním serverům je bráněn firewally. Kubánci pro přístup k Internetu kupují na černém trhu hesla nebo jiné prostředky pro obcházení cenzury.
Od prosince 2018 je na ostrově dostupné připojení k Internetu prostřednictvím mobilní 3G sítě.
V roce 2019 bylo oznámeno zlegalizování soukromého přístupu k Internetu pro občany a vytváření soukromých Wi-Fi sítí. Dovážet by se měla jen zařízení schválená tamním ministerstvem komunikací a stále má zůstat zachován monopolní poskytovatel připojení Etecsa.

### Myanmar
Během převratu v Myanmaru v únoru 2021 bylo přerušeno připojení k Internetu a v dalších dnech zůstal zablokován přístup k sociální síti Facebook. V sobotu 6. února po rozsáhlých protestech kvůli převratu z 1. února armáda znovu zablokovala občanům přístup k internetu.

### Nepál
V polovině října 2018 začal Nepál skrze poskytovatele připojení k Internetu blokovat pornografické webové stránky.

### Pákistán
V Pákistánu jsou blokovány jsou weby, které údajně urážejí islám. V roce 2010 byl i zablokován YouTube a některé články na Wikipedii.
Kvůli rouhačskému obsahu úřady 3. února 2023 zablokovaly přístup k Wikipedii.

### Rusko
V Rusku je praktikován systém blokace závadných webových stránek, případně omezení některých forem internetového připojení v souladu s platnými zákony přijatými ruskou Dumou v letech 2012 až 2017.

### Spojené arabské emiráty
Spojené arabské emiráty měly do roku 2007 jen jednoho poskytovatele připojení k Internetu Emirates Internet and Multimedia (Etisalat), který byl z větší části vlastněn státem. V zemi se blokují všechny weby na izraelské doméně nejvyššího řádu .il.

### Srí Lanka
Po teroristických útocích na Srí Lance 21. dubna 2019 nechala tamní vláda na několik dní zablokovat přístup ke službám Facebook, WhatsApp, Instagram, YouTube, Snapchat, Viber a nejméně jednu VPN službu kvůli „zamezení šíření neověřených zpráv a spekulací“.

### Sýrie
Sýrie blokuje servery YouTube, Amazon, Hotmail, pro-kurdské stránky a stránky Muslimského bratrstva a weby, které se nacházejí v Izraeli. Od května 2008 do února 2009 byla v zemi blokována i arabská Wikipedie a přístup na sociální síť Facebook byl v zemi blokován do února 2011. Blokovány jsou rovněž některé komunikační aplikace pro mobilní telefony mezi něž patří např. WhatsApp.
S využitím techniky deep packet inspection (rozpoznávání komunikace na základě obsahu přenášených paketů) byly často blokované i prostředky pro přesměrování nebo ochranu počítačové komunikace jako VPN, Tor, IPSec a L2TP.

### Turecko
V roce 2013 byly v Turecku po protestech v parku Taksim Gezi některé sociální sítě zablokovány. Turecký soud rozhodl zablokování sociálních sítí Twitteru a YouTube.. Turecko provedlo v roce 2014 legislativní zásahy umožňující cenzuru internetu. V zemi byla od roku 2017 do začátku roku 2020 blokována i Wikipedie.

### Venezuela
Během hospodářské a politické krize ve Venezuele byl v roce 2019 několikrát dočasně blokován přístup na Wikipedii.

### Zimbabwe
Během masových protivládních protestů zimbabwská vláda 15. ledna 2019 nařídila dvěma největším poskytovatelům připojení k Internetu odpojení přístupu k Internetu. Připojení bylo obnoveno následující den, ovšem bez přístupu k několika sociálním sítím a komunikačním aplikacím.

## Internetová cenzura v Česku
V Česku je jakákoli cenzura, a tedy i internetová, zakázána Článkem 17, odstavcem 3 Listiny základních práv a svobod. V současné době[kdy?] také neexistuje žádný zákon, který by ustanovoval oprávnění nebo povinnost kohokoli zasahovat do internetové komunikace a omezovat nebo měnit přenášené informace. Zakázat zpřístupnění informací na Internetu může pouze soud, a to prostřednictvím rozsudku nebo předběžného opatření (například na základě žaloby na ochranu osobnosti, tedy § 13, odst. 1 Občanského zákoníku) – to však nevylučuje odpovědnost (včetně případné odpovědnosti trestní) za zveřejnění nebo jiné sdělení informací prostřednictvím Internetu.
Využití Internetu pro šíření informací je v trestním zákoníku posuzováno obdobně jako šíření informací tiskem, rozhlasem, televizí apod. a znamená u takového skutku, pokud je trestným činem (např. trestný čin podle § 356 Podněcování k nenávisti vůči skupině osob nebo k omezování jejich práv a svobod nebo § 191 Šíření pornografie), přísnější trestnost.
Ke dni 1. ledna 2017 vzniklo na ministerstvu vnitra Centrum proti terorismu a hybridním hrozbám, jehož očekávaná činnost byla např. prezidentem Milošem Zemanem předem spojována s cenzurou internetu.
Šíření obchodních sdělení upravuje zákon č. 480/2004 Sb., o některých službách informační společnosti. Právnická osoba nebo podnikající fyzická osoba, která šíří obchodní sdělení (např. elektronickou poštou) v rozporu s tímto zákonem, může být Úřadem pro ochranu osobních údajů pokutována až do výše 10 milionů Kč.
Odpovědnost poskytovatele internetového připojení za přenášená data je zákonem 480/2004 Sb. obecně vyloučena. Není povinen dohlížet na obsah přenášených informací ani aktivně vyhledávat skutečnosti, které by mohly svědčit o protiprávním obsahu. V podobném postavení je i ten, kdo poskytuje dočasné meziuložení informací (technicky např. provozovatel proxy serveru) nebo ukládání informací poskytovaných uživatelem (např. provozovatel webhostingu). Poskytovatel však za obsah informací odpovídá v případě, že mohl vzhledem k předmětu své činnosti a okolnostem a povaze případu vědět, že obsah ukládaných informací nebo jednání uživatele jsou protiprávní, nebo dozvěděl-li se prokazatelně o protiprávní povaze obsahu ukládaných informací nebo o protiprávním jednání uživatele a neprodleně neučinil veškeré kroky, které lze po něm požadovat, k odstranění nebo znepřístupnění takovýchto informací.
V České republice neexistuje zákon, který by bránil poskytovateli internetového připojení uzavřít s uživatelem takovou smlouvu, která poskytovateli dovoluje omezit přístup uživatele k některým informacím nebo tyto informace pozměnit. Na základě toho někteří poskytovatelé blokují provoz na některých portech, omezují přenosovou rychlost některých typů komunikace nebo blokují přístup k některým webovým stránkám. Svévolný zásah do komunikace (nepodložený smlouvou) je však posuzován jako protizákonný.
V současné době[kdy?] omezují přístup k některým webovým stránkám společnosti Telefónica O2 Czech Republic, Vodafone Czech Republic a T-Mobile Czech Republic. K blokaci využívají databázi britské organizace Internet Watch Foundation, Telefónica O2 připravuje také lokální databázi vytvářenou společně se sdružením Online Safety Institute a s Policií ČR.
V únoru 2017 obvinil dezinformační web Aeronet.cz společnost Economia a.s. z cenzury, protože e-maily obsahující odkaz na tento web nebyly doručovány příjemcům se schránkami na freemailu centrum.cz, volny.cz a atlas.cz (který Economia v té době provozovala). O tomto obvinění informoval např. server Root.cz, který nedoručování mailů potvrdil. V rozhovoru pro Root.cz uvedl Štěpán Burda, tehdejší technický ředitel Economie, že blokování provádí společnost Excello, dodavatel antispamu pro centrum.cz a ostatní domény. V tomtéž článku potvrdil Tomáš Charvát ze společnosti Excello, že e-maily obsahující odkaz na aeronet.cz jsou vyhodnoceny jako spam kvůli velmi nízké reputaci tohoto webu a kvůli tomu, že velké množství uživatelů takové e-maily za spam označilo.

### Blokování hazardních her
Poslanecká sněmovna Parlamentu ČR v dubnu 2016 a Senát Parlamentu ČR v květnu téhož roku schválily vládní návrh zákona o hazardních hrách (platný od 1. ledna 2017), který mj. ukládá poskytovatelům připojení k Internetu povinnost blokovat přístup ke stránkám s nelegálními hazardními hrami podle seznamu spravovaného Ministerstvem financí ČR. Proti této povinnosti se kriticky postavila odborná veřejnost včetně všeobecně známých institucí a firem (např. Český telekomunikační úřad, Seznam.cz, aj.).

### Blokování prodeje nelegálních léčiv
Novela zákona o léčivech platná od 1. ledna 2022 uložila poskytovatelům připojení k Internetu povinnost blokovat přístup k internetovým stránkám uvedeným v seznamu stránek s nelegální nabídkou léčivých přípravků, který je veden Státním ústavem pro kontrolu léčiv.

### Blokace webů v souvislosti s rusko-ukrajinskou válkou
Vláda České republiky vydala Usnesení č. 127 a odsoudila hybridní působení, schválila své vlastní vládní usnesení o hybridním působení a vyzvala všechny relevantní subjekty k přijetí potřebných opatření vedoucích k zamezení šíření nepravdivých a zavádějících informací v kybernetickém prostoru, které slouží k manipulování obyvatelstva České republiky směrem k ospravedlnění a schvalování aktuální ruské vojenské agrese vůči Ukrajině.
Sdružení CZ.NIC zrušilo registraci minimálně 8 doménám šířící dezinformace spojené s rusko-ukrajinským konfliktem: aeronet.cz, ceskobezcenzury.cz, czechfreepress.cz, exanpro.cz, protiproud.cz, prvnizpravy.cz, skrytapravda.cz, voxpopuliblog.cz a vydalo 25. února 2022 14:50 prohlášení:
Po intenzivních konzultacích s bezpečnostními složkami státu a na základě doporučení Vlády České republiky blokuje sdružení CZ.NIC vybrané dezinformační weby, které ohrožují naši národní bezpečnost. Tento zcela mimořádný krok je reakcí na vojenský útok armády Ruské federace proti svrchované Ukrajině a dezinformační kampaň, která ho provázela a stále provází. Agrese Ruské federace vůči Ukrajině dlouhodobě doprovází dezinformační kampaň v řadě internetových médií, která využívají českou národní doménu. Protože se tyto informace cíleně nezakládají na pravdě a prokazatelně podněcují k šíření vykonstruovaných fám, sdělení a nestability ve společnosti, rozhodli jsme se po konzultacích s nejvyššími představiteli státu tato výrazná dezinformační internetová média zablokovat, uvedl Ondřej Filip, výkonný ředitel sdružení CZ.NIC.
K situaci se 1. března 2022 vyjádřil generální tajemník Evropské federace novinářů Ricardo Gutiérrez:
Především je třeba připomenout, že regulace médií nespadá do pravomoci Evropské unie. Domníváme se, že EU nemá právo udělovat ani odebírat licence na vysílání. To je výhradní pravomoc států. V našich liberálních demokraciích mohou přidělování licencí řídit nezávislé regulační orgány, nikdy ne vláda. Rozhodnutí EU je naprostým porušením těchto demokratických záruk. Poprvé v novodobé historii západoevropské vlády zakazují média.
Celkem mělo být postiženo až 29 domén či webů, sdělil Jindřich Rajchl.[chybí lepší zdroj]

### Blokování prodeje nebezpečných potravin
Zákon o Státní zemědělské a potravinářské inspekci vyžaduje od 1. října 2022 blokování webů ze seznamu stránek s nabídkou nebezpečných potravin.

## Způsoby obcházení cenzury Internetu
Způsoby obcházení blokace konkrétních webů nebo služeb závisí na tom, jaké technologie jsou použity pro vlastní blokaci. Např. pro obejití jednoduché blokace webů prostřednictvím takto nastavených DNS serverů stačí nastavit používání jiných DNS serverů, třeba i těch, které se nacházejí v jiné zemi. K obejití pokročilejších způsobů blokace se používají technologie umožňující přesměrovat počítačovou komunikaci mimo oblast blokace (např. virtuální privátní sítě nebo Tor) nebo technologie úplně skrývající celou komunikaci (např. I2P). Především v zemích s autoritativní vládou může být samotné používání některých nástrojů pro obcházení cenzury Internetu nebo pro zajištění anonymní či šifrované komunikace trestným činem.
Před aktivní cenzurou Internetu, tedy postihem za šíření závadného obsahu, se lze do určité míry navíc chránit využíváním technologií pro anonymní a pseudonymní komunikaci, případně využíváním slaběji kontrolovaných sítí přístupných většímu počtu lidí současně (např. kavárny poskytující Wi-Fi připojení).
Na Kubě se speciální kódy pro přístup na Internet prodávají na černém trhu. Tyto kódy zpravidla fungují jen po krátkou dobu.
V roce 2011 v souvislosti s protesty proti tehdejšímu egyptskému prezidentovi Muhammadu Husnímu Mubarakovi nařídila tamní vláda poskytovatelům připojení k Internetu na několik dní zablokovat přístup k Internetu. Společnosti Google a Twitter proto vytvořili službu, která umožňovala přes telefon nahrát vzkaz na záznamník a tento vzkaz zveřejnit na Twitteru s hashtagem #egypt. Následně byly organizací SmallworldNews tyto vzkazy překládány do angličtiny.
Po zablokování přístupu k Wikipedii v Turecku 29. dubna 2017 začal o 4 dny později projekt distribuce Wikipedie prostřednictvím protokolu IPFS.
V dubnu 2018 byl využit blockchain kryptoměny Ethereum ke zveřejnění otevřeného dopisu studentky North University of China o sexuálním obtěžování. Díky technickému principu, na kterém kryptoměna stojí, není prakticky možné takto zveřejněný text odstranit.
Během pandemie covidu-19 v Číně na začátku roku 2020 vyšel v čínském magazínu Renwu rozhovor s lékařkou Aj Fen, ve kterém popisovala své první setkání s novou nákazou a důsledky rozhodnutí úřadů nezveřejnit informace o novém objevu. Poté, co byl tento článek z čínského internetu odstraněn, začaly se po sociálních sítích šířit jeho přepisy do latinky (pchin-jin), morseovy abecedy, nebo emodži za účelem rozšíření zprávy a zpomalení cenzury.